# رباعية علوية
الرَّبَاعِيَة العلوية (الجمع: الرَّبَاعِيَاتٌ العُلْويًّة) أو القاطع الجانبي العلوي أو القاطعة الوحشية العلوية (بالإنجليزية: Maxillary lateral incisor) هو زوج من أسنان الفك العلوي والتي تقع وحشيًا (بعيدًا عن خط منتصف الوجه) لكل من القاطعين المركزيين العلويين للفم، وإنسي (في اتجاه خط منتصف الوجه) لكل من نابين الفك العلوي.
كما في كل القواطع، وظيفتها التقطيع أو قطع الطعام خلال مضغ الطعام.
بشكل عام لا توجد شرفات على الأسنان، ولكن في حالات نادرة تعرف بشرفات تالون (talon cusps). هي أكثر شيوعًا في القواطع الجانبية العلوية. مساحة سطح السن المستخدم في الأكل تسمى الحافة القاطعة (incisal ridge أو incisal edge). على الرغم من أن القاطع الجانبي العلوي الدائم واللبني متشابهان إلى حد ما هناك بعض الاختلافات البسيطة. يطبق القاطع الجانبي العلوي بالجهة المعاكسة للقاطع الجانبي السفلي.

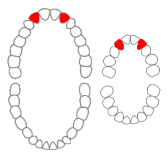
القواطع الجانبية العلوية للأسنان الدائمة واللبنية باللون الأحمر.

في نظام الترميز العالمي للأسنان (universal system of notation)، القواطع الجانبية العلوية يرمز إليها بأحرف كبيرة.القاطع الجانبي العلوي اللبني الأيمن يعرف بـ"D"، والأيسر بـ"G". أما في نظام ترميز الاتحاد العالمي لطب الأسنان (FDI World Dental Federation notation) فلديه نظام مختلف للترميز. فيرمز للقاطع الجانبي العلوي اللبني الأيمن بـ"52" والأيسر بـ"62".
في نظام الترميز العالمي للأسنان يرمز للقاطع الجانبي العلوي الدائم الأيمن بـ"7"، والأيسر بـ"10". بطريقة بالمر (Palmer notation) يستخدم رقم مقرون برمز يدل في أي ربع يوجد السن. لهذا القاطعين الجانبيين العلويين الدائمين الأيمن والأيسر يحملان نفس الرقم "2"، ولكن الأيمن يحمل الرمز "┘" والأيسر يحمل الرمز "└". نظام ترميز الاتحاد العالمي للأسنان لديه نظام مختلف عن النظامين السابقين، فيرمز للقاطع الجانبي العلوي الدائم الأيمن بـ"12" والأيسر بـ"22".